# Seven de Londres
El Seven de Londres fue un torneo masculino de selecciones de rugby 7 que se realizó en el Estadio de Twickenham de la ciudad de Londres, Inglaterra, Reino Unido. Se disputó desde el año 2001 hasta el 2023 como parte de la Serie Mundial de Rugby 7 de la IRB.
En general, el torneo enfrentó a 16 selecciones nacionales. En cambio, en la edición 2013 el torneo principal se limitó a los 12 mejores equipos de la temporada 2012/13. A su vez, ocho equipos disputaron el torneo clasificatorio a la Serie Mundial 2013/14: los cuatro últimos de la Serie Mundial, cuatro equipos que superaron el torneo preclasificatorio del Seven de Hong Kong, y el campeón de la Serie Asiática.

## Palmarés
| Año  | Campeón        | Marcador final | Subcampeón    |
| ---- | -------------- | -------------- | ------------- |
| 2001 | Nueva Zelanda  | 19-12          | Australia     |
| 2002 | Nueva Zelanda  | 54-14          | Sudáfrica     |
| 2003 | Inglaterra     | 31-24          | Fiyi          |
| 2004 | Inglaterra     | 22-19          | Nueva Zelanda |
| 2005 | Sudáfrica      | 21-12          | Inglaterra    |
| 2006 | Fiyi           | 54-15          | Samoa         |
| 2007 | Nueva Zelanda  | 29-7           | Fiyi          |
| 2008 | Samoa          | 19-14          | Fiyi          |
| 2009 | Inglaterra     | 31-26          | Nueva Zelanda |
| 2010 | Australia      | 19-14          | Nueva Zelanda |
| 2011 | Sudáfrica      | 24-14          | Fiyi          |
| 2012 | Fiyi           | 38-25          | Samoa         |
| 2013 | Nueva Zelanda  | 47-12          | Australia     |
| 2014 | Nueva Zelanda  | 52-33          | Australia     |
| 2015 | Estados Unidos | 45-22          | Australia     |
| 2016 | Escocia        | 27-26          | Sudáfrica     |
| 2017 | Escocia        | 12-7           | Inglaterra    |
| 2018 | Fiyi           | 21-17          | Sudáfrica     |
| 2019 | Fiyi           | 43-7           | Australia     |
| 2022 | Australia      | 19-14          | Nueva Zelanda |
| 2023 | Argentina      | 35-14          | Fiyi          |

## Posiciones
Número de veces que las selecciones ocuparon cada posición en todas las ediciones.
| Equipo         | Campeón | 2º puesto |
| -------------- | ------- | --------- |
| Nueva Zelanda  | 5       | 4         |
| Fiyi           | 4       | 5         |
| Inglaterra     | 3       | 2         |
| Australia      | 2       | 5         |
| Sudáfrica      | 2       | 3         |
| Escocia        | 2       |           |
| Samoa          | 1       | 2         |
| Estados Unidos | 1       |           |
| Argentina      | 1       |           |